# Méry-sur-Seine
Pour les articles homonymes, voir Méry.
Méry-sur-Seine est une commune française, située dans le département de l'Aube en région Grand Est.

## Géographie
| Saint-Oulph |                       | Longueville-sur-Aube |
| Châtres     | Méry-sur-Seine        | Charny-le-Bachot     |
| Mesgrigny   | Vallant-Saint-Georges | Droupt-Sainte-Marie  |

Au nord-ouest du département de l'Aube, entre la route Troyes-Paris et Anglure, sur la route de Sézanne, dans une dépression de la plaine champenoise, Méry-sur-Seine est essentiellement construite sur la rive droite du fleuve Seine, à 82 mètres d'altitude. Le bourg de Méry-sur-Seine est bordé, au nord, par le canal de la Haute-Seine qui reliait initialement la rivière Aube, près de Marcilly-sur-Seine, au cœur de la ville de Troyes. Dans Méry-sur-Seine, la rivière Seine reçoit la petite rivière du Moulin.

### Hydrographie
La commune est dans la région hydrographique « la Seine de sa source au confluent de l'Oise (exclu) » au sein du bassin Seine-Normandie. Elle est drainée par l'ancien canal de la Haute Seine, la Seine, la rivière de Beauregard, le ruisseau des Moulins de Poussey, la rivière du Moulin, un bras de la Seine, un bras de la Seine, le canal 06 des Pâtures, la rivière du Moulin et divers autres petits cours d'eau,.
La Seine, un fleuve long de 775 km, coule dans le Bassin parisien et notamment dans le département de l’Aube en le traversant du sud-est au nord-ouest. Elle irrigue la commune dans sa partie centrale.
L'ancien canal de la Haute Seine est un canal, chenal non navigable de 38,2 km. Il prend sa source dans la commune de Barberey-Saint-Sulpice et se jette dans l'Aube au niveau de la commune de Marcilly-sur-Seine.
La Rivière de Beauregard, d'une longueur de 12 km, prend sa source dans la commune de Chauchigny et se jette  dans la Seine à Droupt-Sainte-Marie, après avoir traversé cinq communes.

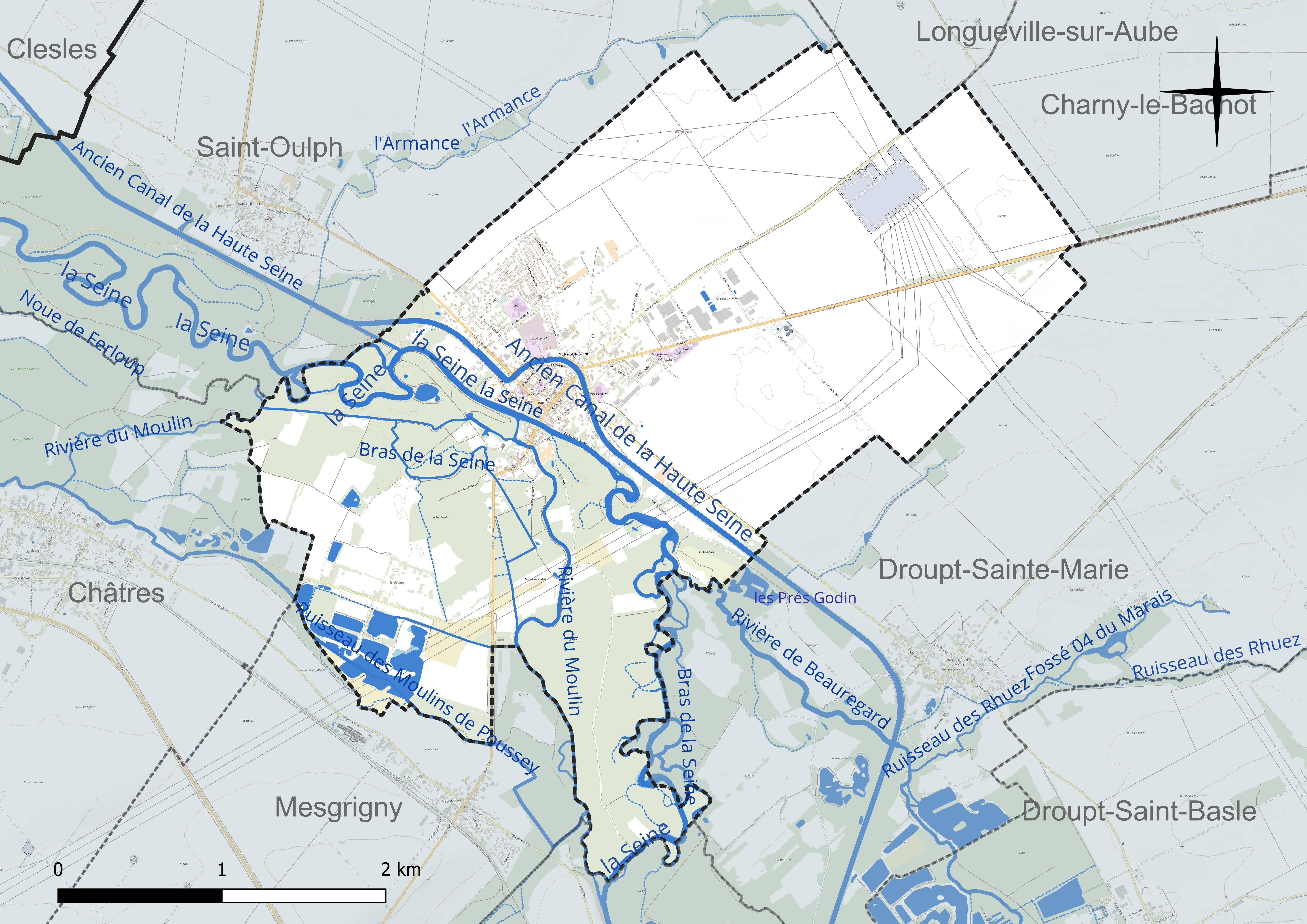
Réseau hydrographique de Méry-sur-Seine.

Le ruisseau des Moulins de Poussey, d'une longueur de 10 km, prend sa source dans la commune de Mesgrigny et se jette  dans la Seine à Maizières-la-Grande-Paroisse, après avoir traversé quatre communes.

### Climat
Pour des articles plus généraux, voir Climat du Grand Est et Climat de l'Aube.
En 2010, le climat de la commune est de type climat océanique dégradé des plaines du Centre et du Nord, selon une étude du Centre national de la recherche scientifique s'appuyant sur une série de données couvrant la période 1971-2000. En 2020, Météo-France publie une typologie des climats de la France métropolitaine dans laquelle la commune est exposée à un climat océanique altéré et est dans la région climatique Nord-est du bassin Parisien, caractérisée par un ensoleillement médiocre, une pluviométrie moyenne régulièrement répartie au cours de l’année et un hiver froid (3 °C).
Pour la période 1971-2000, la température annuelle moyenne est de 10,6 °C, avec une amplitude thermique annuelle de 15,8 °C. Le cumul annuel moyen de précipitations est de 679 mm, avec 10,8 jours de précipitations en janvier et 7,4 jours en juillet. Pour la période 1991-2020, la température moyenne annuelle observée sur la station météorologique de Météo-France la plus proche, « Romilly », sur la commune de Romilly-sur-Seine à 12 km à vol d'oiseau, est de 11,2 °C et le cumul annuel moyen de précipitations est de 619,5 mm. 
La température maximale relevée sur cette station est de 42,3 °C, atteinte le 25 juillet 2019 ; la température minimale est de −25,2 °C, atteinte le 6 janvier 1971,,.
Les paramètres climatiques de la commune ont été estimés pour le milieu du siècle (2041-2070) selon différents scénarios d'émission de gaz à effet de serre à partir des nouvelles projections climatiques de référence DRIAS-2020. Ils sont consultables sur un site dédié publié par Météo-France en novembre 2022.

## Urbanisme

### Typologie
Au 1er janvier 2024, Méry-sur-Seine est catégorisée bourg rural, selon la nouvelle grille communale de densité à 7 niveaux définie par l'Insee en 2022.
Elle est située hors unité urbaine. Par ailleurs la commune fait partie de l'aire d'attraction de Troyes, dont elle est une commune de la couronne,. Cette aire, qui regroupe 209 communes, est catégorisée dans les aires de 200 000 à moins de 700 000 habitants,.

### Occupation des sols
L'occupation des sols de la commune, telle qu'elle ressort de la base de données européenne d’occupation biophysique des sols Corine Land Cover (CLC), est marquée par l'importance des territoires agricoles (59,8 % en 2018), en diminution par rapport à 1990 (67,5 %). La répartition détaillée en 2018 est la suivante :
terres arables (47,2 %), forêts (21,9 %), zones agricoles hétérogènes (12,6 %), zones urbanisées (8,8 %), zones industrielles ou commerciales et réseaux de communication (4,2 %), milieux à végétation arbustive et/ou herbacée (2,7 %), eaux continentales (2,6 %). L'évolution de l’occupation des sols de la commune et de ses infrastructures peut être observée sur les différentes représentations cartographiques du territoire : la carte de Cassini (XVIIIe siècle), la carte d'état-major (1820-1866) et les cartes ou photos aériennes de l'IGN pour la période actuelle (1950 à aujourd'hui).

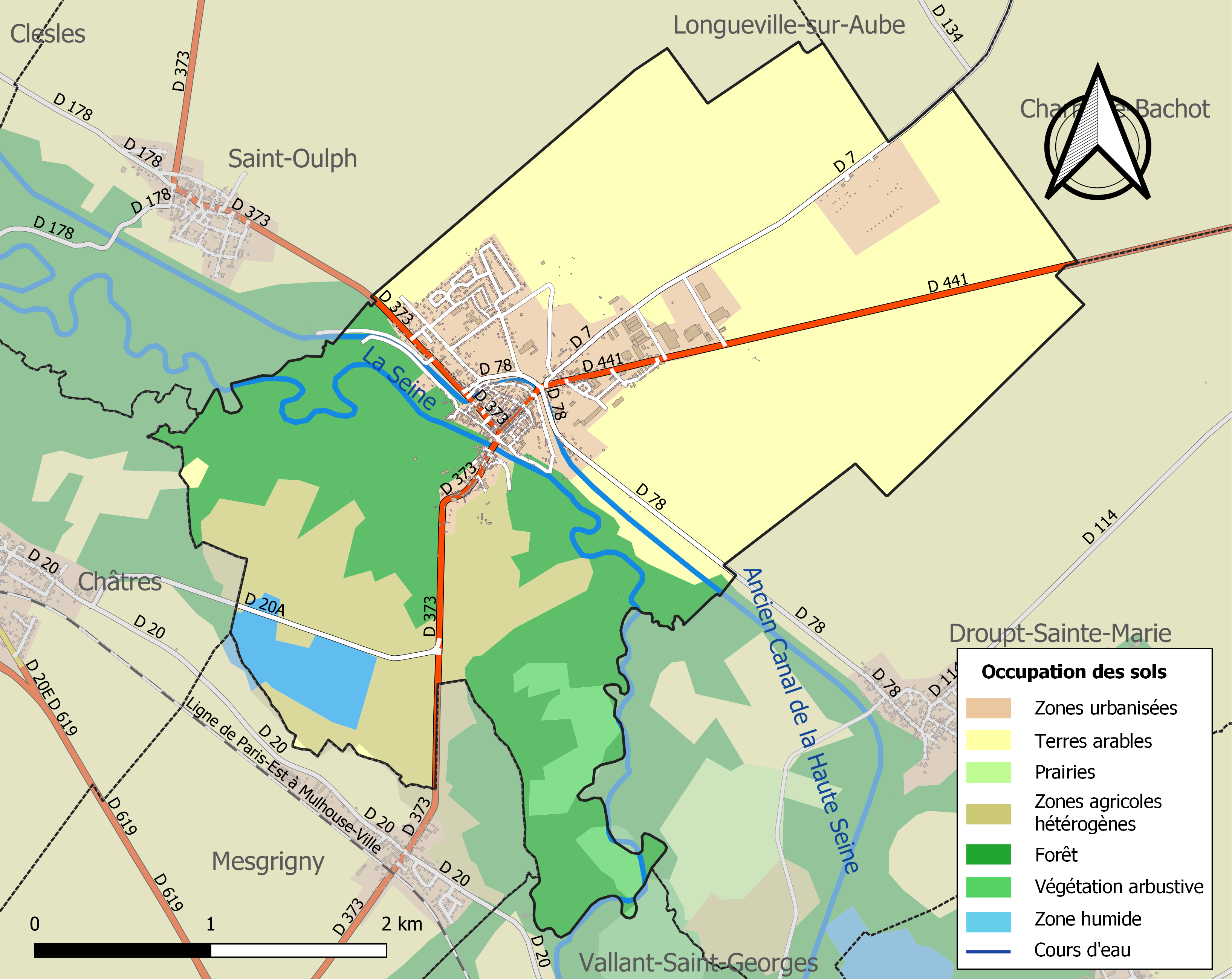
Carte des infrastructures et de l'occupation des sols de la commune en 2018 (CLC).

## Histoire
En 451, possiblement à Méry, mais plus probablement au lieu-dit de Moirey, un site localisé au sein de la commune de Dierrey-Saint-Julien, le général romain, Aetius, Théodoric Ier le roi des Wisigoths et Mérovée, le roi des Francs s'unirent pour combattre et vaincre Attila,. Après la levée du siège d'Orléans, Attila fait retraite sur la Seine et la Marne. Les deux armées se rencontrent une nouvelle fois au passage du fleuve à Méry ou plus de 30 000 hommes restèrent sur le champ de bataille. Attila put néanmoins passer la Seine et prit position aux Champs Catalauniques.
Elle fait partie de la province de Champagne.
Le 22 février 1814, pendant la campagne de France, eut lieu la bataille de Méry-sur-Seine entre les armées de l'Empire commandées par le général Antoine Gruyer et les troupes russes. Le général Joseph Boyer de Rebeval s'y distingua par sa bravoure.

### Champigny
Ancien hameau qui appartenait au fief de Méry et se trouve tant territoire Méry que de Saint-Oulph ; les habitants des deux communautés avaient un droit d'usage sur dix arpents de terres.

### Hôtel-Dieu
Il en existait une en 1220 sans pouvoir dire si c'est le même qui est cité comme étant fondé par les habitants en 1323 et existant toujours en 1775. Il possédait un moulin à Beauregard, l'étang de Bury, une ferme à Viâpre et une à Jouy.

### Bailliage royal
Méry était le siège d'un bailliage, les officiers étaient à la nomination du chapitre de la Sainte-Chapelle de Vincennes. Les sièges de Pouan et Bessy en dépendaient. Il avait un bailli de robe longue, un lieutenant, un greffier, un procureur et un avocat du roi.

### Prieuré
Sous le vocable de l'Assomption-de-la-Vierge, il est en la chapelle castrale dès 1104 par don de Philippe de Pont à l'abbaye de Molesme. La chapelle est transférée hors les murs vers 1128, puis brûlée lors de la guerre de Cent Ans. Reconstruite, elle fut vendue comme bien national et démolie avec son cimetière en 1800.
Prieurs :
- 1177 : Gaucher,
- 1260 : André,
- 1317 : Jean le Vilain,

...
- 1747 - 1753 : Jean l'Empereur aussi de Péas,
- 1755 - 1778 : Philippe Pierre Bourdon,
- 1780 - 1787 : l'abbé de Bonneval.

## Politique et administration

### CMJ
Depuis l'année 2017 la commune de Méry-sur-Seine accueille le conseil municipal jeune qui s'occupe de projets tels que des soirées ados, des soirées jeux, mais également de quelques projets au sujet du collège et de l'école élémentaire avec l'aide de la directrice "Enfance et Jeunesse". L'année 2020 est la deuxième année de ce projet avec des mandats de 2 ans. Il y a aussi bien des CM2 que des 5e pour penser aux projets. Ils font le bonheur des petits et des grands.

### Jumelage
- Bischoffen (Allemagne) depuis le 29 septembre 1974[24].

## Démographie
L'évolution du nombre d'habitants est connue à travers les recensements de la population effectués dans la commune depuis 1793. Pour les communes de moins de 10 000 habitants, une enquête de recensement portant sur toute la population est réalisée tous les cinq ans, les populations de référence des années intermédiaires étant quant à elles estimées par interpolation ou extrapolation. Pour la commune, le premier recensement exhaustif entrant dans le cadre du nouveau dispositif a été réalisé en 2006.

En 2022, la commune comptait 1 442 habitants, en évolution de −5,13 % par rapport à 2016 (Aube : +0,7 %, France hors Mayotte : +2,11 %).
| 1793  | 1800  | 1806  | 1821  | 1831  | 1836  | 1841  | 1846  | 1851  |
| ----- | ----- | ----- | ----- | ----- | ----- | ----- | ----- | ----- |
| 1 165 | 1 194 | 1 366 | 1 123 | 1 362 | 1 316 | 1 328 | 1 369 | 1 347 |

| 1856  | 1861  | 1866  | 1872  | 1876  | 1881  | 1886  | 1891  | 1896  |
| ----- | ----- | ----- | ----- | ----- | ----- | ----- | ----- | ----- |
| 1 317 | 1 415 | 1 445 | 1 450 | 1 356 | 1 328 | 1 332 | 1 372 | 1 342 |

| 1901  | 1906  | 1911  | 1921  | 1926 | 1931  | 1936  | 1946 | 1954  |
| ----- | ----- | ----- | ----- | ---- | ----- | ----- | ---- | ----- |
| 1 276 | 1 291 | 1 222 | 1 019 | 996  | 1 008 | 1 017 | 970  | 1 085 |

| 1962  | 1968  | 1975  | 1982  | 1990  | 1999  | 2006  | 2011  | 2016  |
| ----- | ----- | ----- | ----- | ----- | ----- | ----- | ----- | ----- |
| 1 135 | 1 109 | 1 174 | 1 254 | 1 302 | 1 326 | 1 394 | 1 462 | 1 520 |

| 2021  | 2022  | - | - | - | - | - | - | - |
| ----- | ----- | - | - | - | - | - | - | - |
| 1 465 | 1 442 | - | - | - | - | - | - | - |

## Culture locale et patrimoine

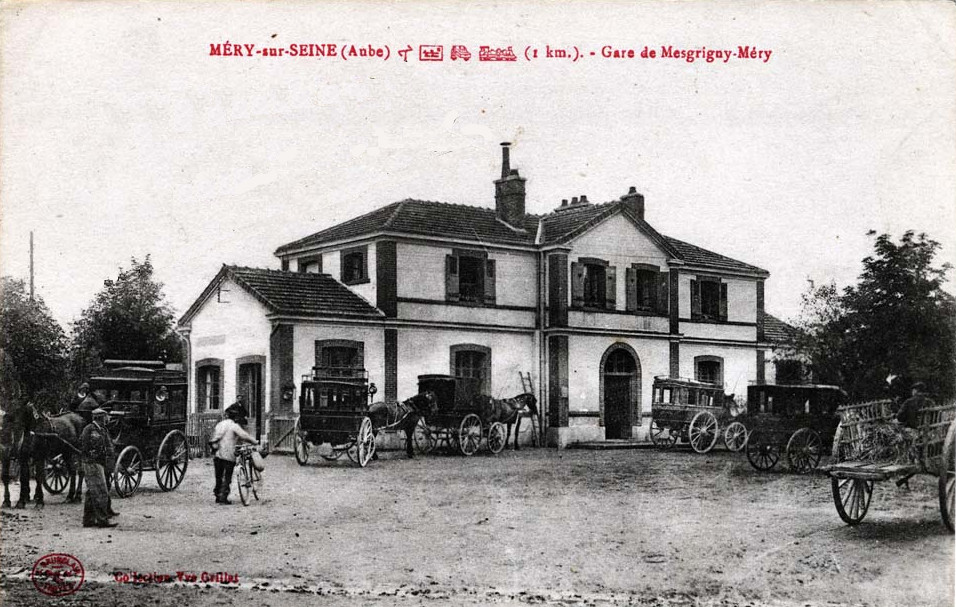
La gare de Méry/Mesgrigny,
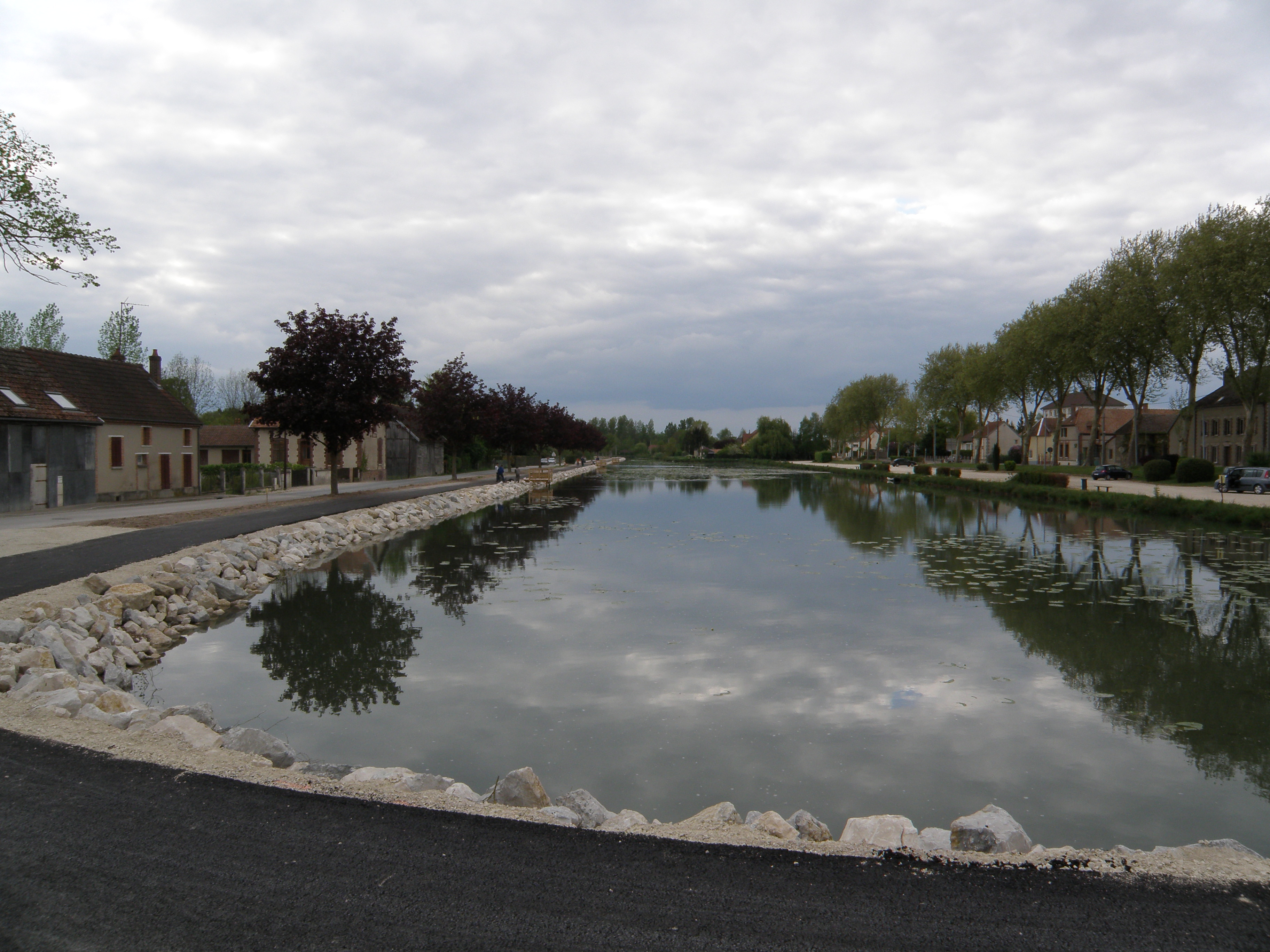
Le port.
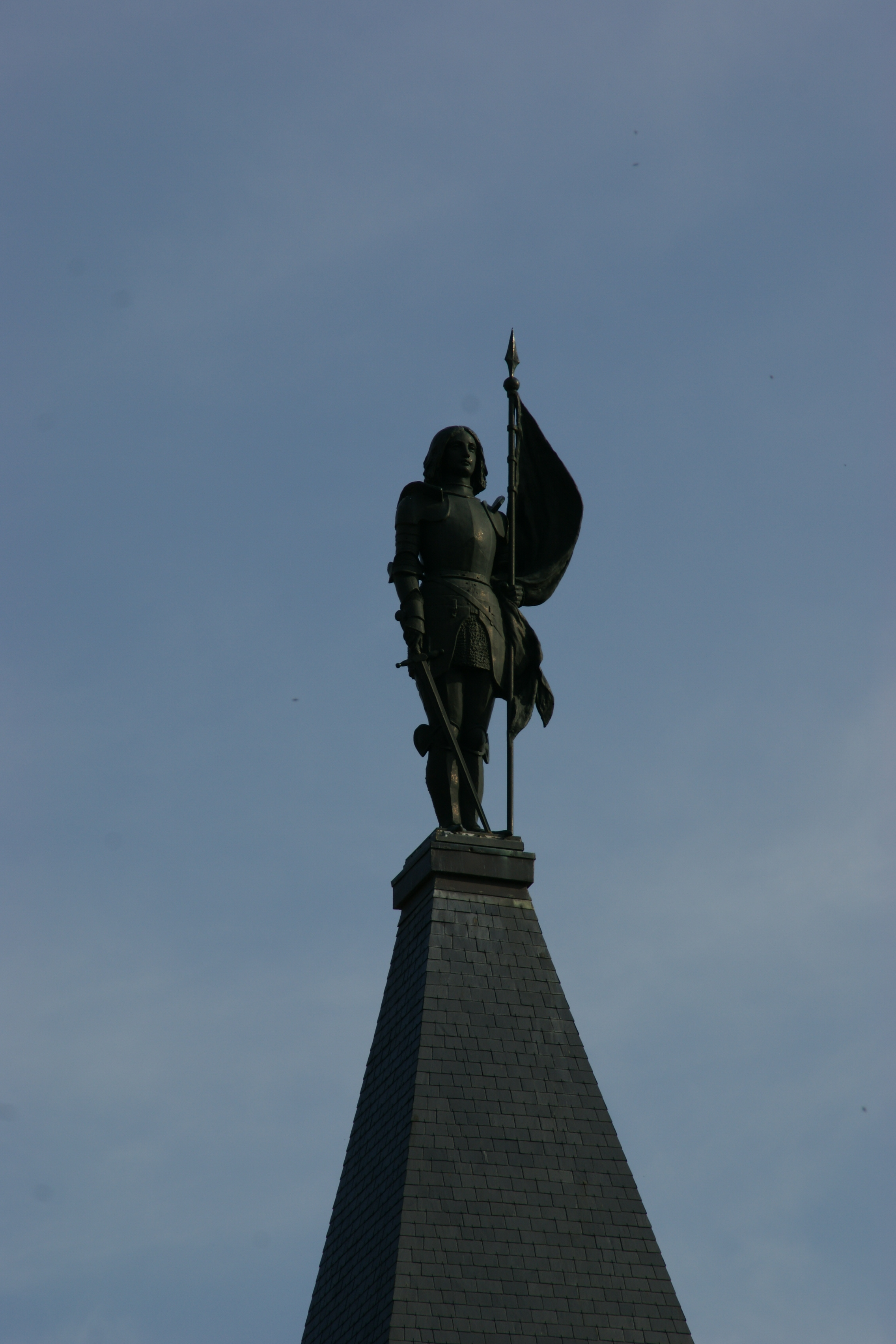
Méry-sur-Seine, statue de Jeanne d'Arc.
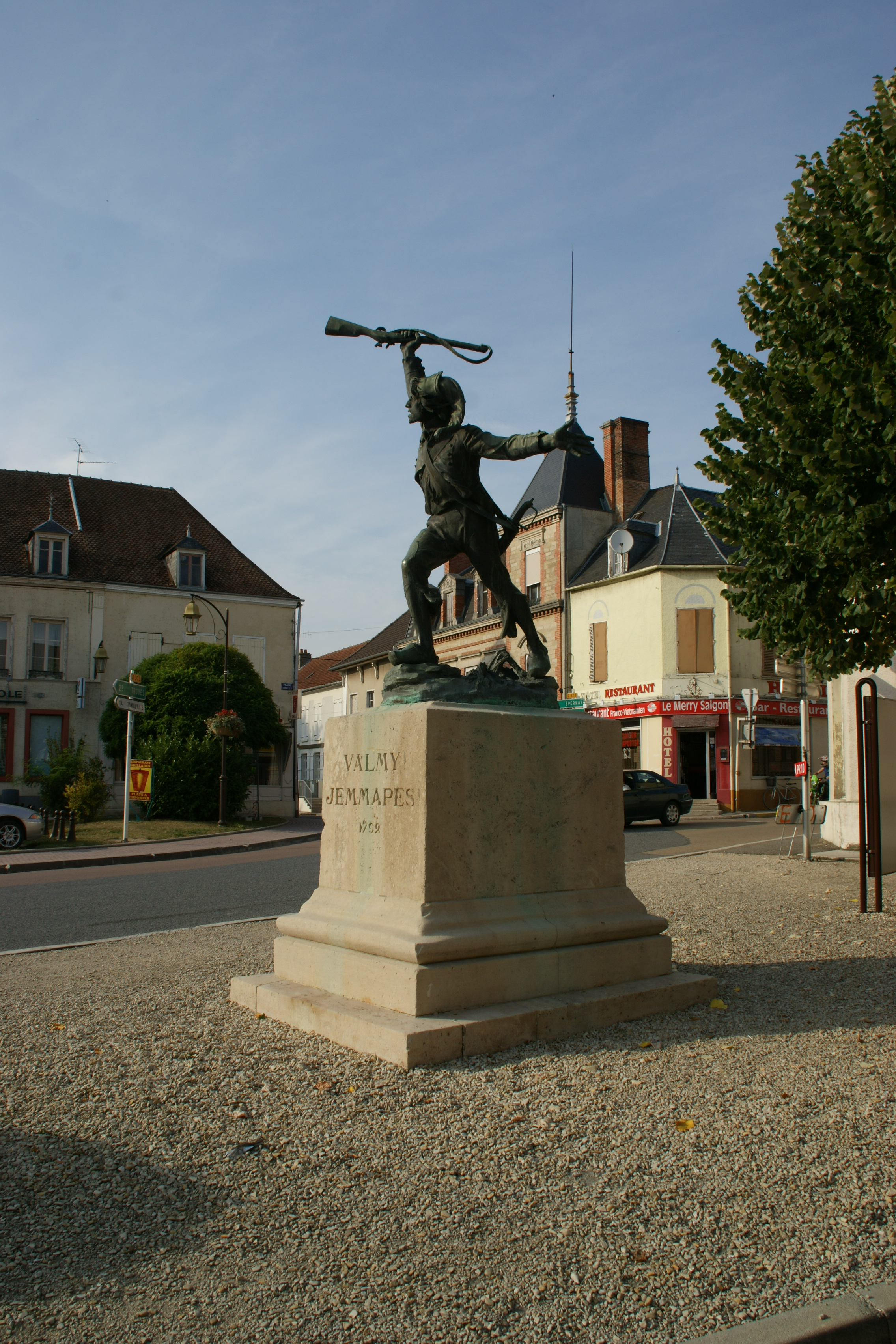
Méry-sur-Seine, statue célébrant les victoires révolutionnaires de Valmy et de Jemappes (1792).

### Lieux et monuments
- le 22 février 1814 eut lieu la bataille de Méry-sur-Seine entre les armées de l'Empire commandées par le général Antoine Gruyer, blessé au combat, et les troupes russes.
- Sur la place Croala est érigée une statue offerte par l'Etat, célébrant les victoires de l'Armée Révolutionnaire à Valmy et à Jemappes (1792).
- L'église paroissiale de l'Assomption de la Vierge a été sous le vocable de Saint-Robert au XIIIe siècle. L'église est du XIIe siècle, grandement remaniée au XVIe siècle et possède comme mobilier :
  - la dalle funéraire d'Anne Corrard[29] morte en 1553 ;
  - Une Vierge de pitié[30] ;
  - Une éducation de Marie[31] ;
  - quatre chapiteaux historiés[32] morte en 1553.
  - Le clocher est surmonté de la statue de Jeanne d'Arc.
  - L'école maternelle place du 14 juillet
  - L'école élémentaire rue Delaître
  - Le collège Pierre Labonde rue du général Pierre Labonde

### Personnalités liées à la commune
- Huon de Méry, trouvère du XIIIe siècle, originaire de Méry-sur-Seine.
- François d'Amboise, seigneur de Mery-sur-Seine au XVIIe siècle. Il restaura le château de Mery tombé en ruine pendant les guerres de Religion.
- Antoine Maitrejean, opticien, né en 1650 à Méry-sur-Seine.
- Louis-Pierre, Edme et Jean-Baptiste Croala, fils de Pierre Croala et Marie Maitrejean[33]. Ces trois enfants de Méry s'engagèrent dans l'armée de la République ; l'aîné est gendarme à résidence, les deux jumeaux s'engagèrent en germinal an II, passant par l'Armée de la Moselle, firent partie des insurgés du 1er prairial an III de Paris qui tuèrent le député Féraud et furent guillotinés. Une statue de R-C Carillon leur fut élevée en 1908 sur la place Croala.
- Claude Thomas Guerrapain, militaire, conseiller du Roi, né le 21 décembre 1754 à Méry-sur-Seine et mort le 17 mars 1821 à Saint-Martin-ès-Vignes.
- Adolphe Pinard, gynécologue-obstétricien, né à Méry-sur-Seine en 1844 et enterré dans la même ville en 1934.
- Raymond Decary, scientifique français, né en 1891 à Méry-sur-Seine et mort en 1973 à Paris.
- Paul Auguste Hariot, fils du pharmacien de Méry, Louis Hariot, il devint lui-même pharmacien et membre du Muséum national d'histoire naturelle.

### Héraldique
| Blason de Méry-sur-Seine | Blason  | De gueules au pont de deux arches d'argent, maçonné de sable, posé sur des ondes d'argent mouvant de la pointe, le pont sommé d'un écusson d'azur semé de fleurs de lys d'or, supporté par deux lions assis et affrontés du même. |
| Blason de Méry-sur-Seine | Détails | Le statut officiel du blason reste à déterminer. |